# Ubi sunt

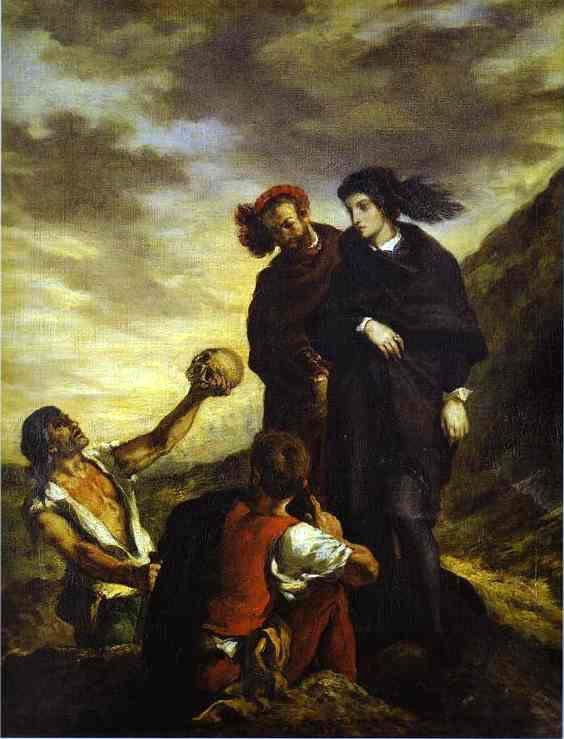
En målning föreställande en scen ur Hamlet, en pjäs av Shakespeare som använder motivet ubi sunt. Målning av Eugène Delacroix från år 1839.

Ubi sunt är en latinsk fras som bokstavligen betyder "var är de". Frasen kommer från den längre frasen ubi sunt qui ante nos fuerunt, "var är de som kom före oss" och frasen åsyftar en känsla av sorgsen nostalgi och saknad. Frasen har viss likhet med den populära frasen carpe diem, men är i praktiken motsatt till budskapet i carpe diem. Frasen företer även tematisk likhet med frasen memento mori. Medan carpe diem syftar till att lättsamt ta vara på de njutningar som finns i nuet, uttrycker ubi sunt en melankolisk sorg över de lyckosamma ögonblick som aldrig kommer igen och representerar en attityd att allt var bättre förr. En annan aspekt och kanske mer framträdande aspekt är påminnelsen om alltings fåfänglighet och förgänglighet.
Ubi sunt var ett vanligt motiv i medeltida poesi. Ett välkänt exempel på användandet av motivet är dikten The Wanderer, som skrevs på fornengelska. I dikten funderar en man satt i exil om han någonsin kommer att få återuppleva alla de nöjen han hade haft i sitt liv. Svaret var givetvis nej, och syftade till att påminna läsaren om förgängligheten i livets nöjen. Ett annat välkänt exempel på temat är The Testament of Cresseid. Motivet återfinns även i Shakespeares pjäs Hamlet, i scenen där Hamlet hittar dödskallar på en kyrkogård och inser att en vän till honom gått bort säger han:
Alas, poor Yorick! I knew him, Horatio: a fellow of infinite jest, of most excellent fancy: he hath borne me on his back a thousand times; and now, how abhorred in my imagination it is! my gorge rims at it. Here hung those lips that I have kissed I know not how oft. Where be your gibes now? your gambols? your songs? your flashes of merriment, that were wont to set the table on a roar? Not one now, to mock your own grinning? quite chap-fallen?–Shakespeare
Det var vanligt för en del ubi sunt-dikter att handla om bortgångna kungar och prinser, likt många förbibliska texter. Exempelvis står det i Baruk 3:16 ubi sunt principes gentium?, "Var äro folkens furstar?". Enligt Michael Freeman är svaret på den frågan, i Baruk 3:16, att "de har dött, hamnat i helvetet, och vi påminns med subtil grymhet att andra har klivit upp och tagit deras platser."
Enligt Anne Rooney användes frasen för första gången i västerländsk litteratur på 600-talet, av Isidor av Sevilla i hans verk Synonymorum.